# قائمة نواحي محافظة جنوب سيناء
نواحي محافظة جنوب سيناء هي تجمعات سكنية وإدارية صغيرة في محافظة جنوب سيناء في مصر.

## نواحي تاريخية
النواحي التاريخية هي النواحي التي ثبُت تواجدها قديمًا.
| الناحية     | ملاحظات |
| ----------- | --- |
| سانت كاترين | مدينة تأسست حديثًا، حول دير سانت كاترين التاريخي الذي تأسس في عهد الإمبراطور البيزنطي جستينيان الأول، ليُحيط بالكنيسة القديمة التي أمرت هيلانة والدة الإمبراطور قسطنطين العظيم ببنائها في الموقع الذي يُعتقد أن النبي موسى رأى فيه العليقة المشتعلة. |
| الطور       | من النواحي القديمة، ذكرها ابن خرداذبة ضمن كور مصر في زمانه، وقال عنها ياقوت الحموي أنها «كورة تشتمل على عدة قرى تعرف بهذا الاسم بأرض مصر القبلية وبالقرب منها جبل فاران». وهي اليوم عاصمة محافظة جنوب سيناء.                                      |

## نواحي حديثة
النواحي الحديثة هي النواحي التي لم يكن لها ذكر تاريخيًا.
مدن
- طابا
- شرم الشيخ
- نويبع
- دهب
- أبو زنيمة
- رأس سدر
- أبو رديس

قرى
- وادي فيران، أبو رديس
- رأس مسلة،[4] رأس سدر
- المالحة،[4] رأس سدر
- أبو صويرة،[4] رأس سدر
- غرندل،[5] أبو زنيمة
- الرملة،[5] أبو زنيمة
- وادي الطور،[6] الطور
- الجبيل،[6] الطور
- الطرفة،[7] سانت كاترين
- السعال،[7] سانت كاترين
- العصلة،[8] دهب
- المسبط،[8] دهب
- الشيخ عطية،[9] نويبع
- المزينة،[9] نويبع
- عرب حمدان،[9] نويبع
- وادي الراخ،[10] طابا